# Tramlijn Ginneken - Breda
De tramlijn Tramlijn Ginneken - Breda was een paardentramlijn in Noord-Brabant. Vanaf Ginneken liep de lijn naar het station Breda SS .

## Geschiedenis
De lijn geopend door de GiTM op 25 maart 1884. In Breda was er aansluiting op de ZNSM lijn Breda - Oudenbosch en de tramlijn Breda - Mastbosch van de TBM.
In de Eindstraat en de Ginnekenstraat deelde de lijn het traject met de tramlijn Breda - Mastbosch omdat het hier te smal was om er twee tramlijnen naast elkaar te kunnen laten lopen.
Op 30 september 1925 wordt de lijn gesloten en vervolgens opgebroken.

## Restanten
Raadhuisstraat 32 in Ginneken was voorheen de remise voor de paardentrams.